# حرية المعتقد في السودان
على الرغم من ضمان الدستور الوطني المؤقت في السودان لعام 2005 حرية المعتقد في كامل البلاد، يعتبر الدستور الشريعة الإسلامية مصدرًا للتشريع في الشمال. تصبّ القوانين الرسمية والسياسات الحكومية في مصلحة الإسلام في ذلك الجزء من البلاد. ينصّ دستور جنوب السودان على حرية المعتقد، وتسهم القوانين والسياسات الأخرى لحكومة جنوب السودان عامّةً في ممارسة المعتقد بعيدًا عن السياسة. كان هناك بعض التحسن في الحرية الدينية (خلال فترة كتابة التقرير). وانحلّت القيود المفروضة على المسيحيين في الشمال وحُقّقت مكاسب مستمرّة مع إنشاء حكومة الوحدة الوطنية في عام 2005. عمومًا، تحترم حكومة جنوب السودان حرية المعتقد ضمن ولاياتها العشر.
وردت بعض التقارير حول وقوع انتهاكاتٍ وتمييٍز اجتماعيّ على أساس الانتماء الديني أو المعتقد أو الممارسة، وما زال التحامل الديني منتشرًا على نطاق واسع. يواجه مسلمو الشمال ممن يعربون عن اهتمامهم بالمسيحية أو يرغبون في اعتناقها ضغوطًا اجتماعيةً قوية تدفعهم للتراجع. يمكن للمسلمين في الشمال ممن اعتنقوا المسيحية أن يواجهوا عقوبة الإعدام بسبب ارتدادهم. (انظر اضطهاد المسيحيين في السودان ومريم يحيى إبراهيم إسحاق)
تقول منظمة العفو الدولية بأن السيدة إسحاق نشأت على ديانة أمها، المسيحية الأرثوذكسية، لغياب والدها المسلم. قال وزير الإعلام أحمد بلال عثمان في وقتٍ سابق: «ليست السودان هي الدولة الوحيدة، ففي السعودية وجميع البلدان الإسلامية، لا يُسمح للمسلم إطلاقًا بتغيير دينه». -نقلًا عن خدمة آر تي إيه للأخبار والشؤون الحالية.

## التركيبة السكانية الدينية
تبلغ مساحة البلاد 967,500 ميلًا مربعًا (2,510,000 كيلومترًا مربعًا)، ويبلغ عدد السكان 40.2 مليون نسمة. بيانات التركيبة السكانية هي مجرد تقديرات. يعيش ما بين ثلثي إلى ثلاثة أرباع السكان ضمن ولايات الشمال الخمسة عشر، ويعود معظمهم إلى جماعاتٍ ساميةٍ ناطقةٍ بالعربية. بينما يشكّل أهل الجنوب من ربع إلى ثلث السكان، وهم أساسًا شعوب نيلوانية. يقدر أن 70 في المئة من السكان مسلمون. الإسلام هو الدين السائد في الشمال. جميع المسلمين تقريبًا من الطائفةِ السّنية، إلا أنّ هنالك فوارق كبيرة بين مختلف أتباع الفرق السّنية (خصوصًا بين الجماعات الصوفية).
يُقدّر بأن 25% من السكان يعتنقون معتقدات الشعوب الأصلية (الأرواحية أو الإحيانية)، والتي تسود المناطق الريفية في جميع أنحاء البلاد. تعمّد بعض الإحيانيين، إلا أنهم لا يصنّفون أنفسهم كمسيحيين، أو قد يجمعون بين الديانة المسيحية والممارسات الإحيانية. المسيحيون هم ثالث أكبر مجموعة دينية، ويتركزون على نحوٍ تقليديّ في الجنوب وجبال النوبة. أدّى الانتشار الواسع للنزوح والهجرة خلال الحرب الأهلية الطويلة إلى زيادة عدد المسيحيين الذين يعيشون في الشمال. في حين عودة العديد من المسيحيين إلى الجنوب، ما زالت الخرطوم العاصمة تحوي عددًا كبيرًا من السكان المسيحيين. تقدّر كلٌّ من الكنيسة الكاثوليكية الرومانية في السودان والكنائس الأسقفية في السودان بأنّ لديها نحو ستة ملايين ونصف المليون معمّد، لكنّ روّاد الكنيسة أقلّ من ذلك بكثير. وتعتبر الكنيسة المشيخية في السودان ثالث أكبر طائفة في البلاد.
توجد مجموعاتٌ صغيرة راسخة في القِدَم من المسيحيين الأرثوذكس (بمن فيهم الأقباط الأرثوذكس والروم الأرثوذكس) في الخرطوم ومدنٍ أخرى في الشمال. توجد مجتمعات أرثوذكسية إثيوبيّة وإرتيريّة في الخرطوم وشرقيّ البلاد، يُشكل اللاجئون والمهاجرون غالبيّتهم. تشمل الجماعات المسيحية الأخرى الأصغر من حيث عدد أتباعهم بعثة التبشير الأفريقية، والكنيسة الأرمينية (الرسولية)، وكنيسة المسيح السودانية، والكنيسة الداخلية السودانية، وشهود يهوه، وكنيسة السودان الخمسينية، والكنيسة الإنجيلية المشيخية السودانية (في الشمال)، وكنيسة السودان المشيخية (في الجنوب)، وكنيسة السبت السودانية.
يلعب الدين دورًا بارزًا ضمن نظامٍ مُعقّدٍ من التحالفات السياسية. إذ هيمن مسلمو الشّمال على النظام السياسي والاقتصادي منذ الاستقلال في عام 1956. منذ توقيع اتفاقية السلام الشامل عام 2005، سلّمت حكومة شمال السودان كلًّا من المسلمين والمسيحيين مناصبَ تنفيذيةً بارزة. يُعدّ حزب المؤتمر الوطني القوة السياسية المهيمنة في السودان، ويستمدّ دعمه من المسلمين العرب المحافظين في الشمال. حكم مثيله السابق، الجبهة الإسلامية الوطنية، بين عامي 1989 و1998. تستمد أحزاب المعارضة الشمالية دعمها من الجماعات الصوفية: إذ يرتبط حزب الأمة ارتباطًا وثيقًا مع أتباع طائفة الأنصار العرب، والحزب الوحدوي الديمقراطي مع طائفة الختمية. تضم أحزاب المعارضة عادةً مسلمين من غير العرب من الشمال والشرق ودارفور. بعد الحرب الأهلية، أصبح جيش التحرير الشعبي السوداني القوة السياسية المهيمنة في الجنوب، وهو الشريك الرئيسي للائتلاف مع حزب المؤتمر الوطني في حكومة شمال السودان. يستمدّ جيش التحرير الشعبي السوداني دعمه من مسيحيي الجنوب، لكنه ينخرط بانتظام مع أحزاب المعارضة الإسلامية وجماعات المتمردين في دارفور والشرق.

## القيود
على الرغم من عدم فرض الحكومة قيودًا صارمةً على حريّة المعتقد، إلا أنها تميل إلى عدم احترام التعددية الدينية في الشمال. تحترم حكومة جنوب السودان عمومًا حرية الممارسة الدينية، وتبنّت سياساتٍ ساهمت عمومًا بممارسةٍ حرّة للدين خلال الفترة التي شملها التقرير. فضّلت الحكومة المسلمين على المسيحيين في الشمال، وذلك إلى حدٍّ ما عبر تمويل بناء المساجد دون الكنائس. عديدٌ من مسيحيي الجنوب الذين يعيشون في الشمال هم من المهاجرين الاقتصاديين، ويعانون من التمييز الاجتماعي والتعليمي والوظيفي تبعًا لعوامل عديدة. يميل حزب المؤتمر الحاكم ذو الغالبية المسلمة في تشكيله إلى جماعاته السياسية والقبلية. بينما تُستبعد الأحزاب السياسية المعارضة المؤلفة غالبًا من أتباع الجماعات الصوفية والمسلمين من غير العرب في الشمال، من العملية السياسية وتقرير السياسة. على الرغم من حظر كلٍّ من لجنة الانتخابات والدستور الوطني المؤقت التمييز على أساس الدين للمتقدمين إلى الخدمة المدنية الوطنية (الوظيفة العامّة)، إلا أنّ عملية الاختيار تحابي أعضاء الحزب وأصدقائهم.
عادةً ما تصدر تصاريح لبناء مساجد جديدة في الشمال، كما جرى بناء ثلاث كنائس جديدة في الخرطوم. لكن العديد من القادة الدينيين المسلمين والمسيحيين يشتكون من أن عملية التّصريح مرهقة وتستغرق وقتًا طويلًا. يبدو أن حكومة جنوب السودان لا تطلب الحصول على تراخيص لبناء وإصلاح المساجد والكنائس. تحظر الحكومة على الأجانب دخول البلاد بغرض التبشير للمسيحية، لكنها تسمح للزّعماء الدينيين المسيحيين الأجانب بالدخول لدعم جماعاتهم المحلية. طردت لجنة الشؤون الإنسانية العمال الأجانب التابعين لمنظمات الإغاثة الدولية، لكن العديد من منظمات الإعانة المسيحية التي تتخذ من الولايات المتحدة مقرًا لها حافظت على عملياتها في جميع أنحاء الشمال.
يراقب كلٌّ من المخابرات الوطنية والأمن النشاطات الدينية في المساجد والكنائس في جميع أنحاء البلاد، وغالبًا ما يتظاهرون بكونهم ضمن جماعة المُصلّين. يُقرُّ القادة المسيحيون بامتناعهم عن إطلاق الفتاوى فيما يخص السياسة وغيرها من المواضيع الحساسة؛ كما يتجنب الأئمة المسلمون ذلك أيضًا. لا يبدو أن حكومة جنوب السودان تراقب الأنشطة الدينية في المساجد أو الكنائس في ذلك الجزء من البلاد. زعم وزير الدفاع، عبد الرحيم محمد حسين، في مقابلةٍ أجراها مع صحيفة عكاظ السعودية في 25 يوليو/تموز عام 2007، وجود «أربعةٍ وعشرين منظّمة يهودية» تؤجج الصّراع في درافور. يُعد الخطاب المُعادي للساميّة شائعًا في كل من وسائل الإعلام الرسمية والبيانات الصادرة عن مسؤولي حزب المؤتمر الوطني.